# Ptyodactylus ruusaljibalicus
Ptyodactylus ruusaljibalicus (мусандамський віялопалий гекон) — вид геконоподібних ящірок родини Phyllodactylidae. Мешкає на Аравійському півострові. Описаний у 2017 році.

## Поширення і екологія
Мусандамські віялопалі гекони є ендеміками півострова Мусандам, розташованого на крайньому північному сході Аравії, на території ОАЕ і Оману. Вони живуть серед скель і валунів, на висоті до 1500 м над рівнем моря. Відкладають яйця, в кладці 1-2 яйця.